# Schattdorf
Schattdorf (toponimo tedesco) è un comune svizzero di 5 248 abitanti del Canton Uri.

## Geografia fisica
Schattdorf è attraversato dal fiume Reuss.

## Monumenti e luoghi d'interesse

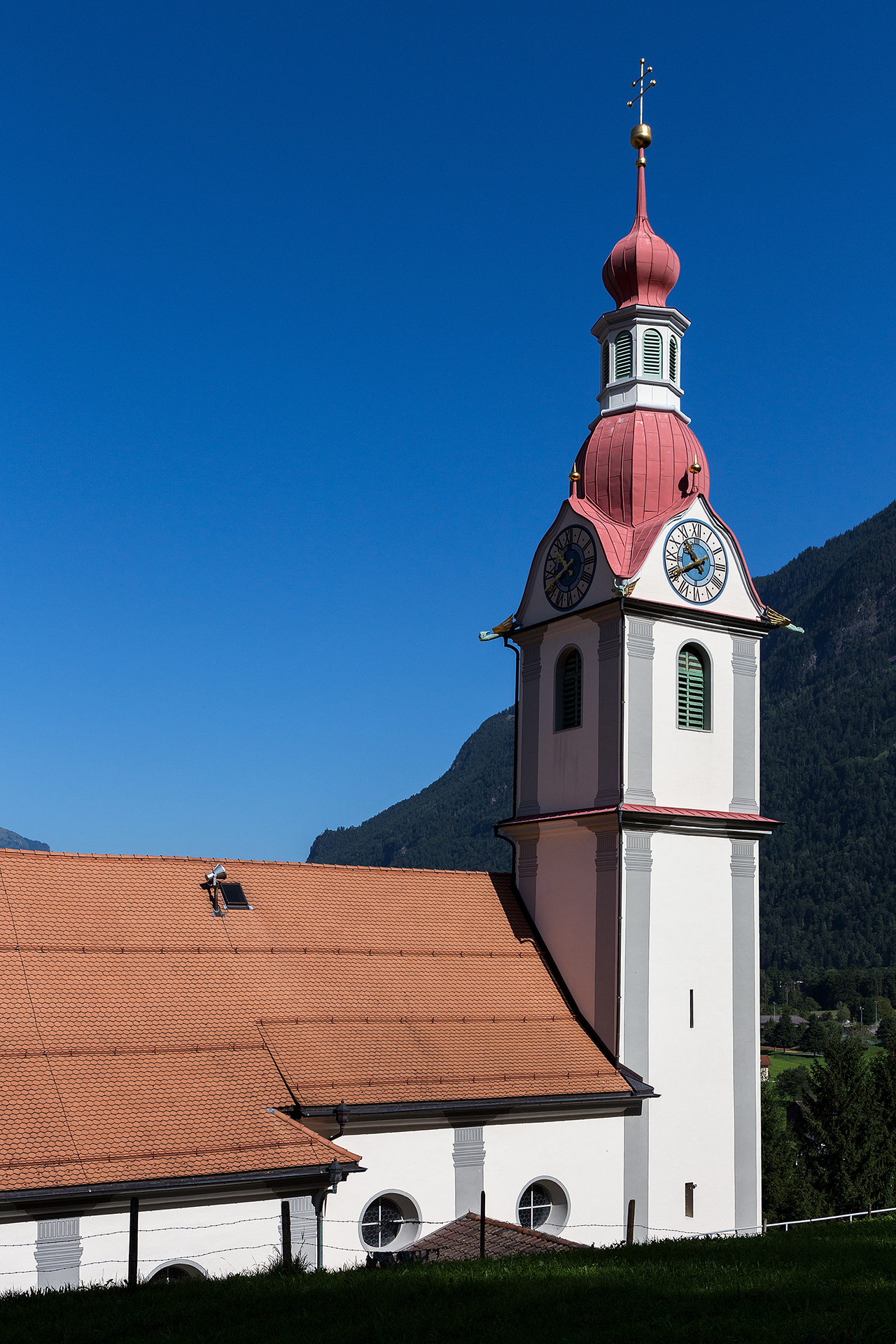
La chiesa di Santa Maria Assunta

- Chiesa parrocchiale cattolica di Santa Maria Assunta, attestata dal 1270[1] e ricostruita nel 1682-1685[senza fonte];
- Chiesa cattolica della Santissima Trinità e di San Nicolao, eretta nel 1729-1733[1].

## Società

### Evoluzione demografica
L'evoluzione demografica è riportata nella seguente tabella:
Abitanti censiti

## Amministrazione
Ogni famiglia originaria del luogo fa parte del cosiddetto comune patriziale e ha la responsabilità della manutenzione di ogni bene ricadente all'interno dei confini del comune.